# Timarcha goettingensis
Timarcha goettingensis är en skalbaggsart som först beskrevs av Carl von Linné 1758.  Timarcha goettingensis ingår i släktet Timarcha, och familjen bladbaggar. Arten har ej påträffats i Sverige.